# Bisboeckelera vinacea
Bisboeckelera vinacea är en halvgräsart som beskrevs av Paul Carpenter Standley. Bisboeckelera vinacea ingår i släktet Bisboeckelera och familjen halvgräs.
Artens utbredningsområde är Colombia. Inga underarter finns listade i Catalogue of Life.